# Pefkófyto (Attique)
Pefkófyto (grec moderne : Πευκόφυτο) est une localité située dans le dème de Diónysos, dans le district régional d'Attique de l'Est, dans la périphérie d'Attique, en Grèce.
Selon le recensement de 2021, elle compte 105 habitants.